# Bécourt
Bécourt település Franciaországban, Pas-de-Calais megyében. Lakosainak száma 281 fő (2022. január 1.). Bécourt Vieil-Moutier, Saint-Martin-Choquel, Senlecques, Zoteux, Bourthes, Courset és Doudeauville községekkel határos.

## Népesség
A település népességének változása:
| Lakosok száma | 273  | 270  | 275  | 272  | 273  | 275  | 275  | 276  | 281  |
|               | 2013 | 2015 | 2016 | 2017 | 2018 | 2019 | 2020 | 2021 | 2022 |